# One More Pallbearer
"One More Pallbearer" is een aflevering van de Amerikaanse televisieserie The Twilight Zone. Het scenario werd geschreven door Rod Serling.

## Plot

### Opening
What you have just looked at takes place three hundred feet underground, beneath the basement of a New York City skyscraper. It's owned and lived in by one Paul Radin. Mr. Radin is rich, eccentric and single-minded. How rich we can already perceive; how eccentric and single-minded we shall see in a moment, because all of you have just entered the Twilight Zone.
— Rod Serling

### Verhaal
Een rijke man genaamd Paul Radin wil op een gepaste manier wraak nemen op drie mensen die hem volgens eigen zeggen onrecht hebben aangedaan. De slachtoffers zijn Pauls oude lerares Mrs. Langford die hem liet zakken voor een belangrijk tentamen, kolonel Hawthorne die Paul toen hij in het leger diende voor de krijgsraad liet verschijnen en dominee Hughes die een groot schandaal maakte uit het feit dat een vrouw zelfmoord had gepleegd voor Paul.
Voor zijn wraak bouwt Paul een schuilkelder onder zijn huis en nodigt de drie personen uit. Met behulp van geluidseffecten probeert hij de drie ervan te overtuigen dat er een nucleaire oorlog is uitgebroken. Ze mogen gebruikmaken van zijn schuilkelder, maar dan moeten ze wel hun excuses aanbieden voor wat ze hem hebben aangedaan. Alle drie weigeren echter omdat ze hun eer belangrijker vinden dan hun leven en ze vertrekken.
Nauwelijks zijn ze weg, of de kelder wordt hevig door elkaar geschud. Paul haast zich terug naar boven en ziet dat er werkelijk een nucleaire oorlog is uitgebroken. Alles om hem heen is verwoest. De kijker krijgt echter te zien dat dit niet het geval is: Paul beeldt zich enkel in dat de wereld vernietigd is, omdat hij zijn verstand heeft verloren door het mislukken van zijn zorgvuldig voorbereide wraakplan.

### Slot
Mr. Paul Radin, a dealer in fantasy, who sits in the rubble of his own making and imagines that he's the last man on Earth, doomed to a perdition of unutterable loneliness because a practical joke has turned into a nightmare. Mr. Paul Radin, pallbearer at a funeral that he manufactured himself in the Twilight Zone.
— Rod Serling

## Rolverdeling
- Joseph Wiseman: Paul Radin
- Gage Clark: Mr. Hughes
- Katherine Squire: Mrs. Langford
- Trevor Bardette: kolonel Hawthorne
- Ray Galvin: politieagent
- Joseph Elic: elektricien
- Robert Snyder: elektricien

## Trivia
- Katherine Squire speelde later ook mee in de aflevering In His Image.
- Deze aflevering staat op volume 22 van de dvd-reeks.